# Arquivo Público do Estado do Piauí
O Arquivo Público do Estado do Piauí é um órgão responsável pela guarda da documentação de valor histórico, artístico  e cultural produzida no estado fundado em 1909 e é denominado de Casa Anísio Brito

## Histórico

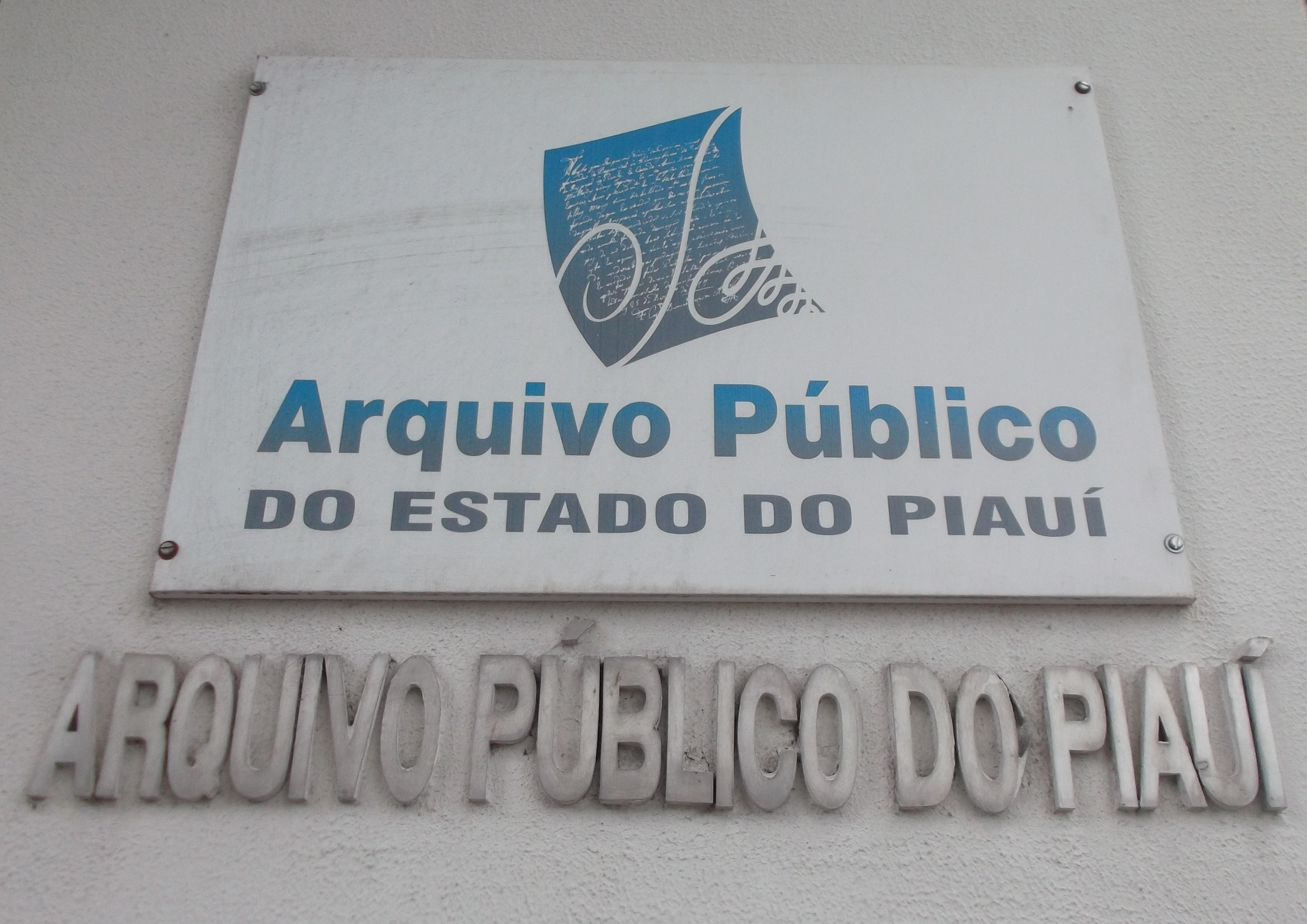
Placa da frontaria

Em matéria do jornal Diário do Povo do Piauí, publicada em 9 de julho de 2003 o historiador piauiense Alcebíades Costa Filho relata que originalmente o arquivo fora museu, biblioteca e aquivo público; só a partir da década de 1980 os órgãos foram desmembrados.

## Estrutura física
No sítio oficial da Fundação de Cultura do Piauí referencia que o arquivo funciona em um edifício histórico que "apresenta uma fachada no estilo Art déco, com equilíbrio entre cheios e vazios, marcação da entrada principal com detalhes escalonados em massa. As esquadrias não são originais e a pintura atual busca ressaltar os detalhes decorativos da fachada. A planta baixa está distribuída em dois pavimentos com uma sala de pesquisa dedicada ao Prof. Wilson Brandão. Por ocasião do Sesquicentenário de Teresina foi inaugurada uma sala de exposição sobre a capital com fotos antigas e textos explicativos".

## Composição do acervo

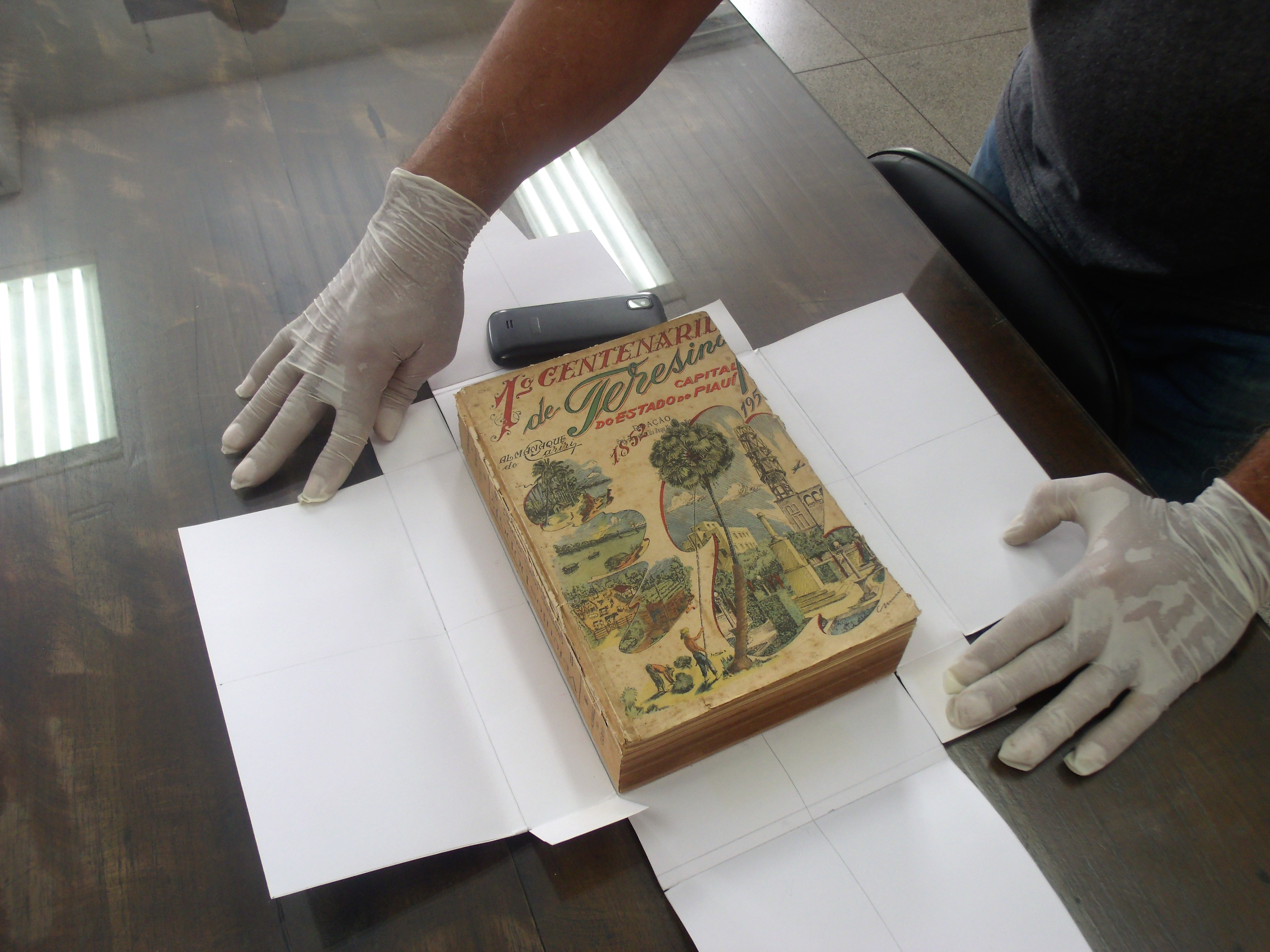
Almanaque do Cariri, edição de 1952, é uma das peças sob guarda e preservação da Casa Anísio Brito.

Além de documentação pública o acervo possui variado leque de peças e documentos, publicações de jornais, diários oficiais, livros, almanaques, panfletos, fotografias, plantas, desenhos, partituras musicais, pinturas, livros e obras raras.

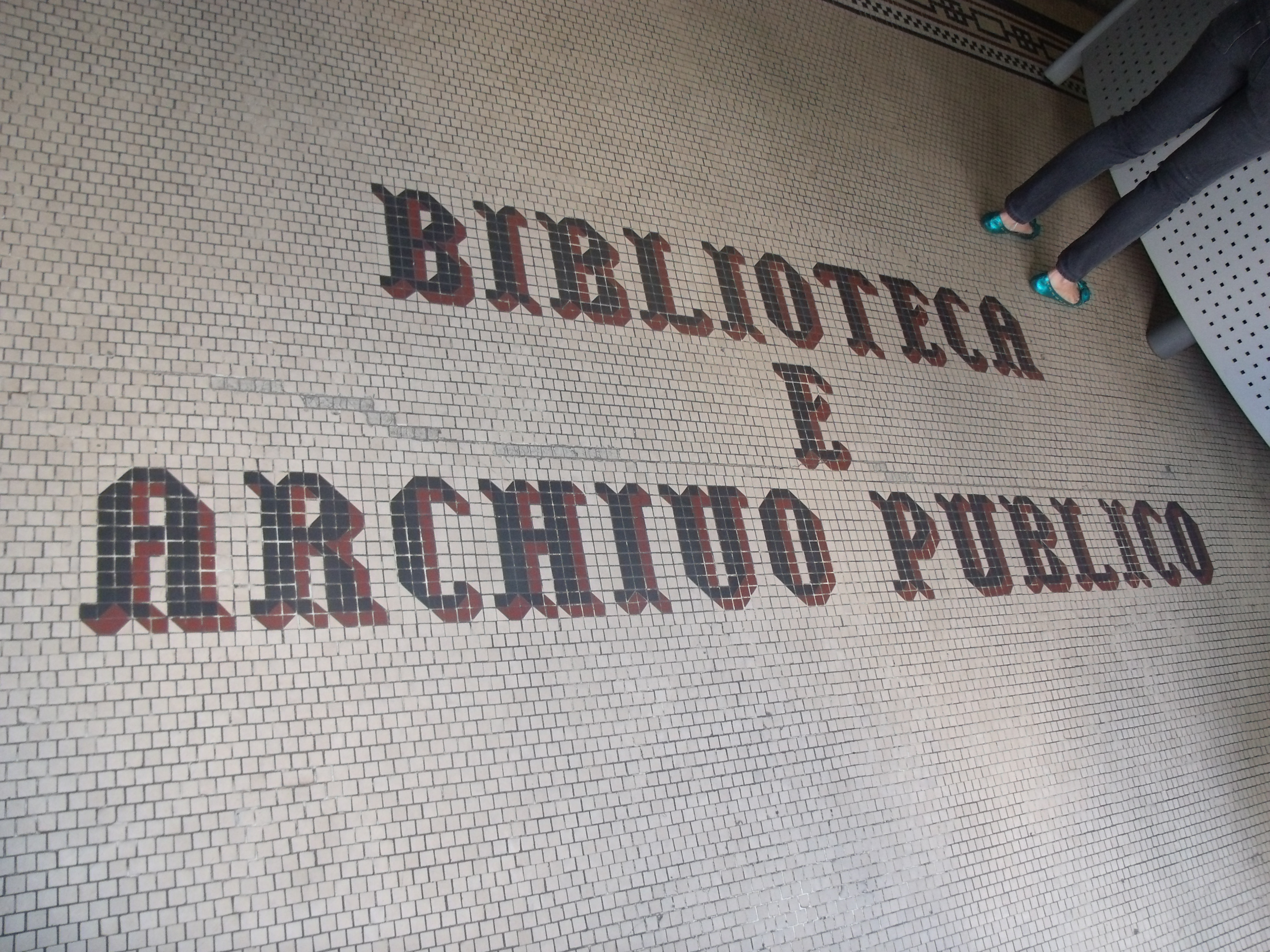
Arte e identificação no piso
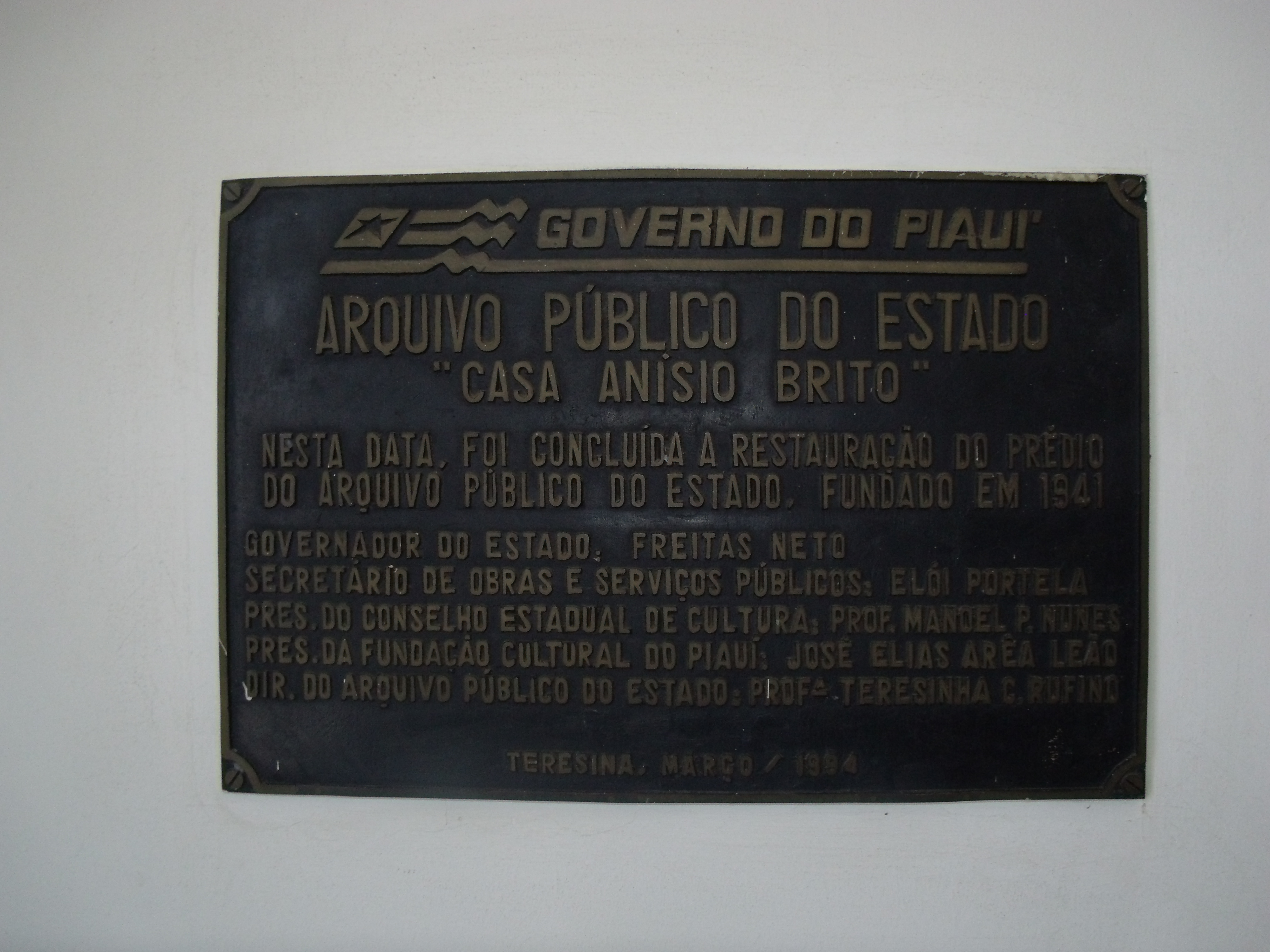
Placa de reforma no governo Antônio de Almendra Freitas Neto